# L'ultimo gigolò
L'ultimo gigolò (The Man from Elysian Fields) è un film del 2001 diretto da George Hickenlooper.
È un film drammatico statunitense a sfondo romantico e psicologico con Andy García, Mick Jagger, Julianna Margulies, James Coburn, Olivia Williams.

## Trama
Dopo che il suo ultimo libro non ha avuto alcun successo, il romanziere Byron Tiller si trova in gravi difficoltà economiche che gli impediscono persino di pagare le bollette e questa situazione indebolisce il suo rapporto con la moglie. Alla disperata ricerca di qualsiasi tipo di reddito, incontra Luther Fox, un inglese che gestisce un esclusivo servizio di escort maschili chiamato Elysian Fields che gli propone di lavorare come gigolò.
Inizialmente tutto sembra andare per il meglio e Byron, che chiaramente nasconde la sua nuova occupazione alla moglie, ha come cliente, Andrea, sposata con lo scrittore Tobias Alcott, molto più anziano di lei e vincitore del Premio Pulitzer. Proprio quest'ultimo, in crisi di idee, lo coinvolge nella stesura del suo ultimo romanzo, promettendogli adeguata citazione e ricompensa. Ma tutto precipita: Barry viene abbandonato dalla moglie che ha scoperto ogni cosa e, alla morte di Alcott, ogni suo merito viene cancellato dalla moglie di Alcott che pubblica il romanzo, che ottiene un grandissimo successo senza però rispettare i patti. Distrutto per avere perduto ogni cosa, trova lavoro come cameriere e inizia a scrivere un nuovo libro nel quale racconta la sua vita da gigolò e le sue vicissitudini. Sarà proprio con la pubblicazione di questo libro che riuscirà a ottenere l'agognato rispetto del pubblico e a riconquistare l'amore della moglie.

## Produzione
Il film, diretto da George Hickenlooper su una sceneggiatura di Phillip Jayson Lasker, fu prodotto da Andy García, David Kronemeyer, Andrew Pfeffer e Donald Zuckerman per la CineSon Entertainment, la Fireworks Pictures, la Gold Circle Films, la Pfilmco e la Shoreline Entertainment, la TVA International e girato a Hollywood e a Los Angeles in California.

## Distribuzione
Il film fu distribuito limited con il titolo The Man from Elysian Fields negli Stati Uniti dal 27 settembre 2002 al cinema dalla Samuel Goldwyn Films.
Altre distribuzioni:
- in Canada il 13 settembre 2001 (Toronto International Film Festival) (première)
- in Italia il 28 ottobre 2001 (MIFED)
- negli Stati Uniti nel gennaio del 2002 (Sundance Film Festival)
- negli Stati Uniti il 22 febbraio 2002 (AFM première screenings)
- in Francia nel settembre del 2002 (Deauville Film Festival)
- in Belgio il 9 ottobre 2002 (Gent International Film Festival)
- ad Hong Kong il 28 novembre 2002
- in Australia il 23 gennaio 2003
- in Israele il 23 gennaio 2003
- nei Paesi Bassi il 6 marzo 2003
- in Canada il 18 marzo 2003 (L'homme d'Elysian Fields, home video)
- in Argentina il 17 aprile 2003
- in Belgio il 14 maggio 2003
- in Finlandia il 18 giugno 2003 (The escort - seuralainen, in DVD)
- in Italia il 4 luglio 2003 (L'ultimo gigolò)
- in Norvegia il 16 luglio 2003 (home video)
- in Grecia il 18 luglio 2003
- in Nuova Zelanda il 23 luglio 2003 (home video)
- nel Regno Unito il 26 gennaio 2004 (in DVD)
- in Messico il 30 gennaio 2004 (Messico City)
- in Spagna il 19 marzo 2004 (Servicio de compañía)
- in Danimarca il 6 ottobre 2004 (Escort på deltid, in DVD)
- in Portogallo il 10 marzo 2005
- in Svizzera il 31 marzo 2005 (in DVD)
- in Francia il 20 aprile 2005 (in DVD)
- in Germania il 18 luglio 2005 (Ein Mann für geheime Stunden, in TV)
- in Giappone il 7 febbraio 2007 (in DVD)
- in Italia il 1º luglio 2007 (Festival dei Due Mondi)
- in Svezia il 29 settembre 2007 (The Escort, in TV)
- in Brasile (Confissões de um Sedutor)
- in Ungheria (Egy férfi titkos órákra)
- in Grecia (Synodos kyrion)

## Critica
Secondo Leonard Maltin il film è una "fiaba molto accattivante che crea un mondo tutto suo".

## Promozione
Le tag-line sono:
- "Wealth affords the ultimate extravagance.".
- "Pleasure is his business...Call him old-fashioned.".